# Dick Haskins
Pour les articles homonymes, voir Haskins.
Dick Haskins, nom de plume de António Andrade Albuquerque, né le 11 novembre 1929 à Lisbonne, au Portugal et mort le 21 mars 2018 dans la même ville, est un écrivain portugais, auteur de roman policier.

## Biographie
Il signe ses romans policiers du nom du héros de ses romans. Il publie également plusieurs anthologies de littérature policière.
Ses romans policiers s'inscrivent dans « la veine déductive ».

## Œuvre

### Romans signés Dick Haskins
- O Sono da Morte (1958)
- A Hora Negra (1961)
- Quando a Manhã Chegar (1963)
- O Minuto 180 (1964)
- Estado de Choque (1965)
- Processo 327 (1967)
- O Espaço Vazio (1968)
- O Jantar é às Oito (1968)
- Climax (1969)
- Labirinto (1971)
- O Isqueiro de Oiro (1971)
- A Sétima Sombra (1973)
- Porta para o Inferno (1973)
- Premeditação (1974)
- A Noite Antes do Fim (1975)
- O Fio da Meada (1992)
- A Embaixadora (2000)
- Psíquico (2001)
- O Último Degrau (2001)
- Lisboa 44 (2002)
- Obsessão (2002)

### Romans signés António Andrade Albuquerque
- O Papa Que Nunca Existiu (2007)
- O Expresso de Berlim (2007)

## Filmographie
- 1966 : Comando de asesinos, film portugais réalisé par Julio Coll

## Sources
: document utilisé comme source pour la rédaction de cet article.
- Claude Mesplède (dir.), Dictionnaire des littératures policières, vol. 1 : A - I, Nantes, Joseph K, coll. « Temps noir », 2007, 1054 p. (ISBN 978-2-910-68644-4, OCLC 315873251), p. 943